# Die beiden Nachtwandler
Personnages
- Sebastian Faden
- Fabian Strick, son compagnon
- Lord Wathfield
- Malvina, sa fille
- Lord Howart,son amant
- Frau Schnittling, une apothicaire
- Babette, sa fille, l'amour de Faden
- Pumpf, le chef des bandits
- Hannerl, sa sœur, l'amour de Strick
- Herr von Brauchengeld, un rentier
- Mathilde, Emilie, ses filles
- Theres, leur gouvernante
- Amtmann Geyer
- Krall, Schnell, Puff, Kniff, Fint, les voleurs
- Franz, Jakob, Michel, Joseph, les serveurs
- Jackson, chasseur de Lord Howart
- John, le majordome de Lord Howart
- Rasch, l'intendant du château

Die beiden Nachtwandler oder Das Notwendige und das Überflüssige (en français, Les Deux somnambules ou Le Nécessaire et le Superflu) est une pièce avec chant en deux actes de Johann Nestroy avec une musique d'Adolf Müller senior.

## Synopsis
Lord Howart, aubergiste prêt à se rendre chez son amoureuse Malvina, est envahi par cinq escrocs qui veulent voler. Mais le somnambule Faden les effraie, ils fuient mais sont arrêtés. Lord Wakefield vient à ce moment avec Malvina, Howart croit que Faden est son porte-bonheur et qu'il lui permettra d'accorder la main de la fille. Mais alors qu'il est dans un moment de somnambulisme, Faden est enlevé par Pumpf, le chef des voleurs, qui l'accuse d'avoir agressé sa sœur Hannerl. Babette le soupçonne d'infidélité et Strick, son compagnon, se méfie de lui.
Howard et Wathfield racontent à Faden qu'il peut les rendre heureux, mais ils lui demandent quelque chose de superflu. Ils demandent d'abord un meilleur logement et un peu d'argent, ce qu'ils ont immédiatement. Faden va dans l'auberge de Howart, où il voit Emilie, la fille de Brauchengeld, et en tombe amoureux. La dot est 10 000 florins que Faden donne. Emilie est prête à se fiancer, mais Strick, qui est amoureux d'elle, espère qu'elle va revenir vers lui.
Mais Faden a de plus grands besoins, car Emilie ne veut pas vivre chez le jardinier mais dans le palais de Howart. Mais Howart et Wathfield sont jaloux l'un de l'autre sur à qui Faden apporte le plus de chance. Ils se disputent si bien que Faden croit comprendre que tous ceux qui sont dans le château de Wathfield soient expulsés, ce qui arrive. Malvina pardonne Howard.
Le village bruit de cet événement, Hannerl et Babette ont pitié. Quand elles voient Faden et Strick en plein somnambulisme, elles ont les idées claires. Howart laisse à Faden sa maison et un petit pécule.

## Histoire
Maler Klex oder das Notwendige und das Nützliche de Josef Alois Gleich est donné pour la première fois le 14 décembre 1819 au théâtre de Leopoldstadt, avec Ignaz Schuster dans le rôle principal. Peu après, Adrien Comte publie Le Nécessaire et le Superflu. Elles s'inspirent du conte Le Pêcheur et sa femme.
Johann Nestroy incarne Fabian Strick, Wenzel Scholz Faden, Friedrich Hopp le bandit Pumpf, Ignaz Stahl Brauchengeld, Eleonore Condorussi sa fille Emilie, Marie Weiler Theres.